# Bursoplophora meridionalis
Bursoplophora meridionalis är en kvalsterart som beskrevs av Bernini 1983. Bursoplophora meridionalis ingår i släktet Bursoplophora och familjen Protoplophoridae. Inga underarter finns listade.